# II Korpus Cesarstwa Austriackiego
II Korpus Cesarstwa Austriackiego – jeden z korpusów w strukturze organizacyjnej armii Cesarstwa Austriackiego. Brał udział m.in. w wojnie siedmiotygodniowej (na froncie północnym).

## Skład w 1866
Jego dowódcą był feldmarszałek-porucznik Karol Thun von Hohenstadt.
Korpus składał się z następujących oddziałów i pododdziałów:
- brygada piechoty (dowódca płk Michael Thom),
- brygada piechoty (dowódca płk Gustaw von Henriquez),
- brygada piechoty (dowódca płk Emmanuel von Saffran),
- brygada piechoty (dowódca płk Wilhelm von Wurtemberg, w skład tej brygady wchodził m.in. 57 Pułk Piechoty dowodzony przez płk. Kazimierza Gintowta-Dziewałtowskiego),
- 4 szwadrony 6 Pułku Ułanów cesarza Franciszka Józefa,
- 2 baterie artylerii 4-funtowe,
- 2 baterie artylerii 8-funtowe,
- 2 baterie artylerii konnej,
- 1 bateria rakiet.